# Mary Young Hunter
Pour les articles homonymes, voir Hunter.
Mary Young Hunter, née Towgood à Napier le 11 avril 1872 et morte dans le comté de Monterey, en Californie le 8 septembre 1947, est une peintre néo-zélandaise.

## Biographie
Mary Towgood née à Napier le 11 avril 1872 d'Edward Towgood (1837-1882), un éleveur d'ovins d'origine galloise et de Edith Emma Tylee (1849-1919). Elle est la deuxième fille d'une fratrie de trois. Elle a une sœur ainée, Edith Ethel (1870-1954) et une benjamine, Stephanie Emma (1877-1949). Leur père meurt en 1882 et leur laisse des biens et une rente ; elle n'a alors que 10 ans.
En 1894, la famille s'installe en Angleterre. Mary Towgood prend alors des cours d'art et devient étudiante de la Royal Academy de 1894 à 1899. Elle y gagne quatre médailles récompensant ses travaux. En 1899, elle épouse John Young Hunter, artiste peintre. Ils passeront plusieurs mois en Italie et voyageront en Europe, passant par Munich, Bruxelles et Anvers,.
Entre 1900 et 1913, Mary Young Hunter expose régulièrement à la Royal Academy, mais aussi à la Society of Women Artists (1900-1901) et au Royal Glasgow Institute (1901-1903).
En mai 1905, alors qu'ils vivent dans le Suffolk, elle met au monde sa fille, Gabrielle. La même année, trois de ses tableaux, Joy and the Labourer, Olivia et Where Shall Wisdom be Found?, sont inclus dans l'ouvrage Women painters of the world.
En 1913, la famille se rend au Canada. Le couple finit par divorcer en 1921, et Mary Young Hunter part s'installer à Berkeley en Californie. Très présente dans le milieu artistique californien, elle expose au Berkeley League of Fine Arts, au San Francisco Art Association et au California State Fair.
Au début des années 1940, elle s'installe dans le comté de Monterey. C'est là, qu'elle meurt le 8 septembre 1947.

## Expositions
- 2000 : Edwardien Pre-Raphaelites, John and Mary Young Hunter, Pyms Gallery, Londres.

Galerie
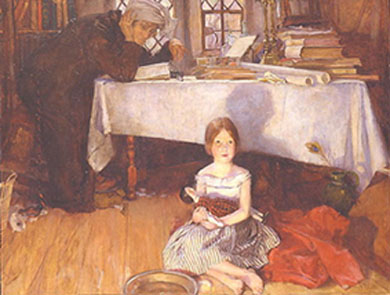
Where Shall Wisdom be Found?, avant 1902 (collection privée)
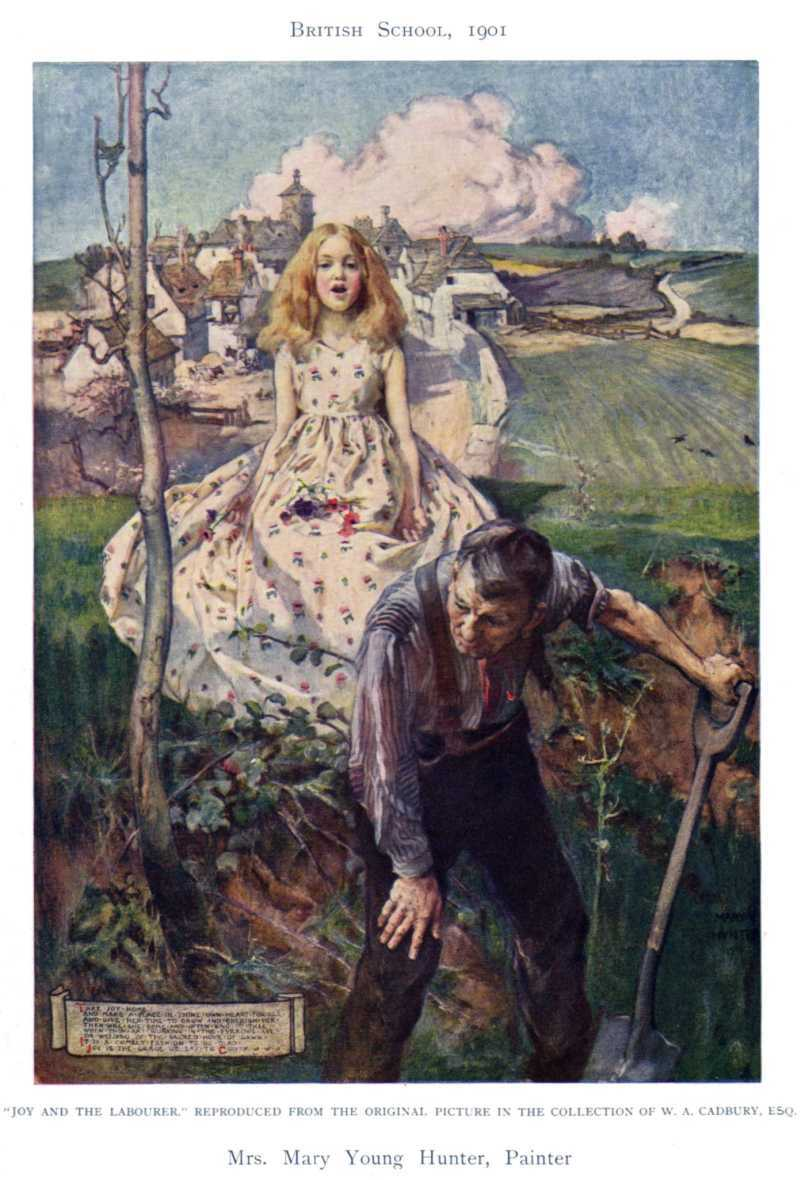
Joy and the Labourer, 1905 (collection privée)
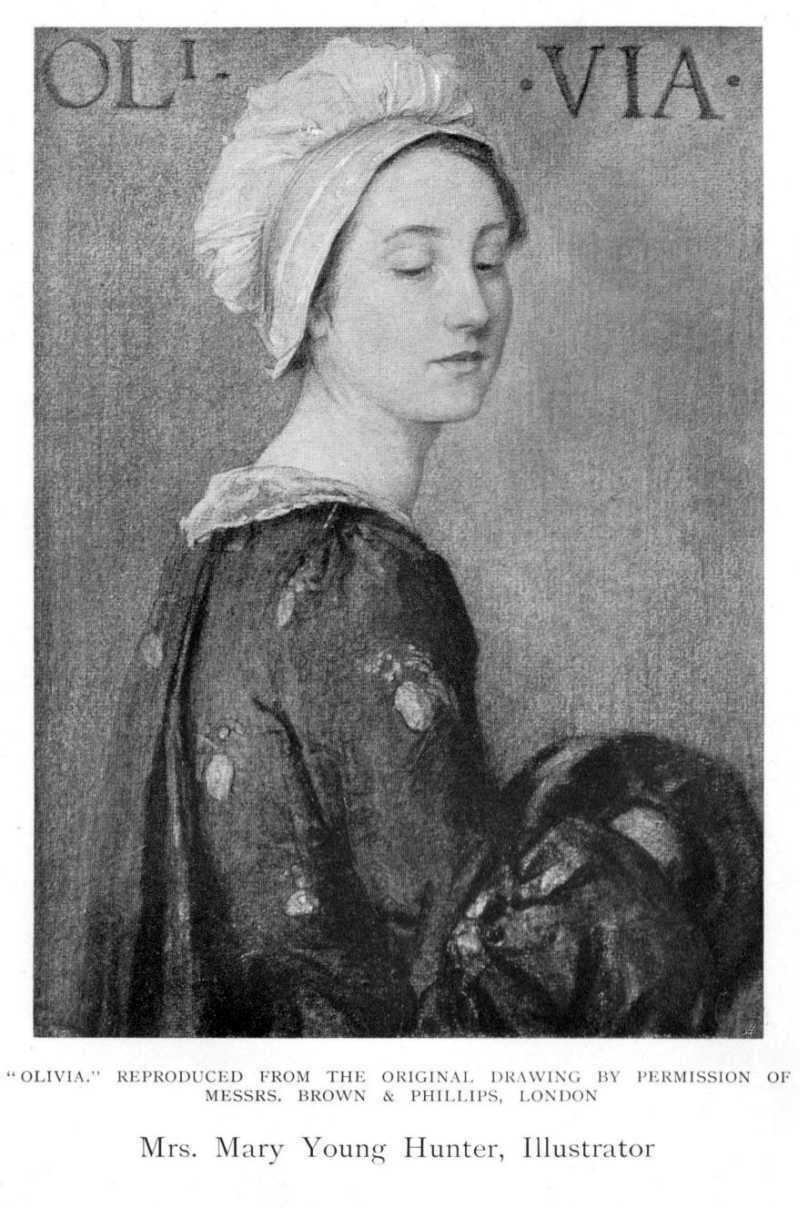
Olivia, 1905 (collection privée)
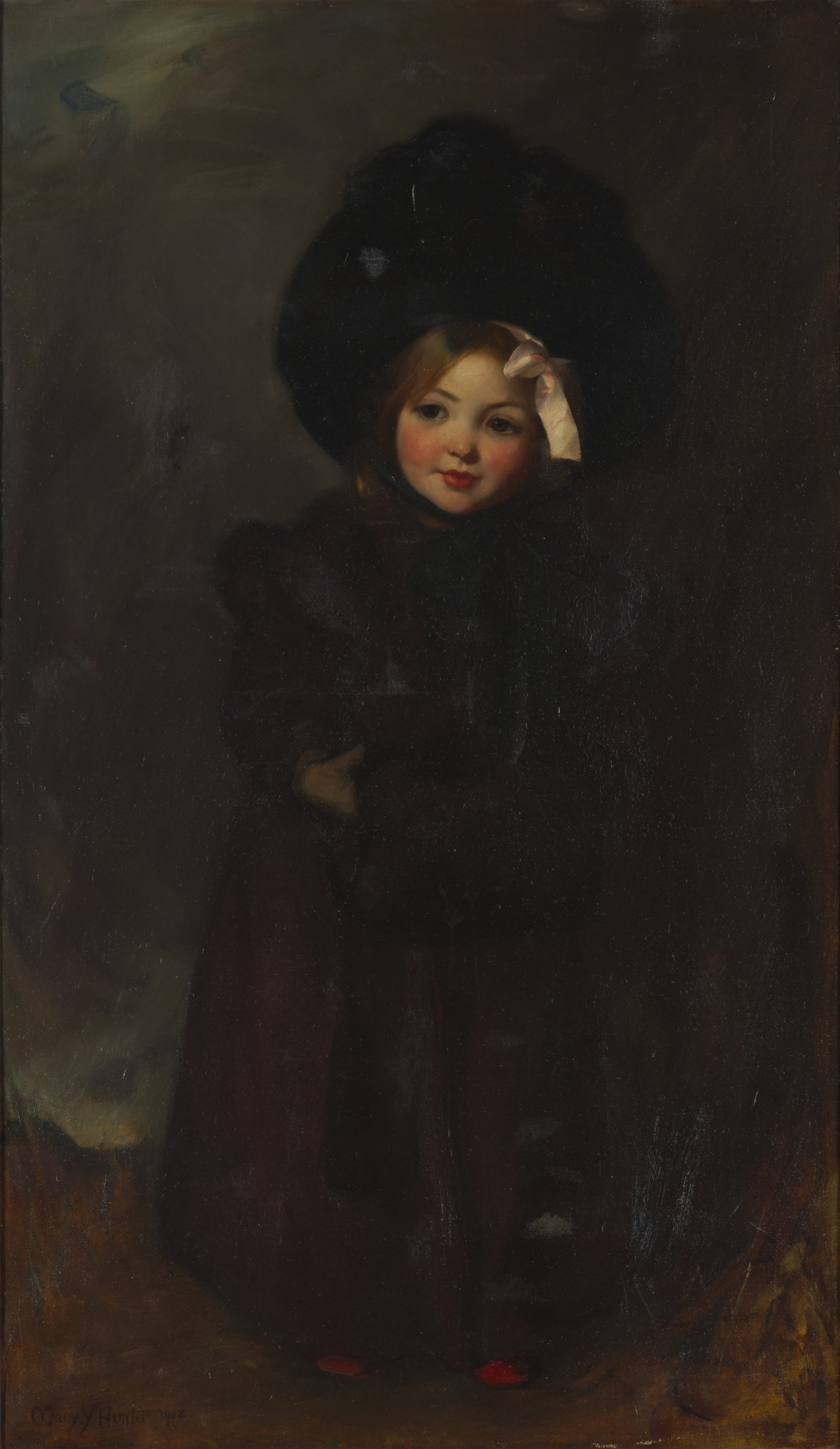
Gabrielle, 1908 (musée Te Papa Tongarewa)